# أيزو 2

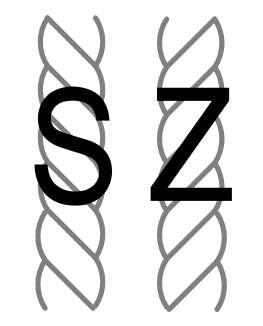

أيزو 2 هو معيار دولي لتعيين اتجاه تطور لخيوط، خيوط معقدة، شظايا، المتجول، حبال السفينة، والمنتجات ذات الصلة. يستخدم معيار رأس المال خطابات S و Z للدلالة على اتجاه تطور (S يشير إلى وجود تطور في اتجاه عقارب الساعة وZ تطور عكس اتجاه عقارب الساعة). اتفاقية استخدام هاتين الرسالتين أن تعين بشكل لا لبس فيه اتجاه تطور كان يستخدم بالفعل في صناعة حبال السفينة من قبل عام 1957.